# سلطان أباد (اسماعيلي كرمان)
سلطان أباد (بالفارسية: سلطان‌آباد) هي منطقة سكنية تقع في إيران في منطقة إسماعيلي. يقدر عدد سكانها بـ 293 نسمة بحسب إحصاء 2016.